# Блейк, Джером
Джером Блейк (англ. Jerome Blake; род. 18 августа 1995, Бафф-Бэй, Сарри) − канадский легкоатлет, бронзовый призёр летних Олимпийских игр 2020 в Токио в мужской эстафете 4х100 метров.

## Биография
Родился 18 августа 1995 года в городе Бафф-Бэй, Ямайка.
Ямайец по рождению, Блейк переехал в Канаду в 2013 году и в настоящее время живёт в Бернаби, Британская Колумбия.
Блейк начал свою молодую карьеру в беге на бег с барьерами на 400 м на Ямайке. Побывав на футбольном матче своего брата, он начал проверять свою скорость на беговой дорожке, что заметил тренер и убедил его перейти на спринт.
Затем Блейк и его семья переехали в Британскую Колумбию, Канада, в 2013 году, и где он продолжил свои занятия легкой атлетикой.
Он выступал за Британскую Колумбию на Летних играх в Канаде в 2017 году, где выиграл золото в бегах на 100 и 200 метров.
На чемпионате NACAC 2018 Блейк был в составе команды, которая завоевала золотую медаль в эстафете 4x100.
Блейк участвовал в Панамериканских играх 2019 года в Лиме, заняв 6-е место в беге на 200 м и 4-е в эстафете 4x100.

## Летние Олимпийские игры 2020 года
В преддверии летних Олимпийских игр 2020 года, которые проходили в 2021 году в результате пандемии COVID-19, Блейк участвовал в Национальных испытаниях Канады. Там он занял второе место, и в результате Блейк был включен в олимпийскую сборную Канады. Затем он установил новый личный рекорд незадолго до игр, пробежав 10,15 секунды в Стокгольме в начале июля.
В составе команды эстафеты 4×100 м завоевал бронзовую медаль в эстафете 4×100 м. Вместе с ним в этом забеге участвовали Аарон Браун, Брендон Родни и Андре Де Грасс.